# Toetoes Bay
Die Toetoes Bay ist die östlichste von drei großen Buchten an der Küste der Foveauxstraße in der neuseeländischen Region Southland, die anderen zwei sind die Te Waewae Bay und Oreti Beach.
Die Bucht ist 20 km lang und bildet das Südende der Awarua Plains, eines sumpfigen Gebietes, das sich etwa 15 km landeinwärts erstreckt. Das Ostende der Bucht befindet sich nahe Slope Point, dem südlichsten Punkt der Südinsel und Anfangspunkt der Catlins.
Tiwai Point mit seiner Aluminiumhütte liegt auf einer Halbinsel am Westende der Bucht am Rand von Bluff Harbour. Die Lagune Waituna Lagoon liegt auf halbem Wege an der Bucht. In der Nähe ihres Ostendes mündet der Mataura River in die Foveauxstraße. Unmittelbar vor der Mündung durchfließt er eine weitere Lagune, Totoes Harbour, an der der Ort Fortrose liegt.